# 쇼타 루스타벨리
쇼타 루스타벨리(조지아어: შოთა რუსთაველი) (1172~1216년)은 조지아의 12세기 때의 시인이며, 조지아 세속 문학의 가장 훌륭한 기고가 가운에 한명이다. 그는 조지아의 국가적인 서사시 "표범 가죽을 두른 기사"(ვეფხისტყაოსანი, 베프키스트카오사니)의 저자이다.

## 생애
쇼타 루스타벨리에 대한 동시대의 자료들은 거의 없거나 미미하다. 그의 창작 시, 즉 서시 속에 그는 그와 동일한 인물이라는 실마리가 된다. 그 시에서 자신을 "루스타벨리라는 사람"으로 동질화 한다. "루스타벨리는" 성은 아니지만, "루스타벨리의/에서의/소유자"로 번역될 수 있는 영토와도 관련있는 별칭이다. 후일, 15~18세기의 조지아의 작가들은 더 많은 정보를 준다. 그들은 예루살렘에 있는 조지아의 과거 십자가의 수도원에 있던 프레스코화와 문서에서 보존된 이름인 쇼타 루스타벨리가 그 작가와 동일 인물이라는데 거의 만장일치로 동의한다. 그 프레스코화는 조지아인 성지 순례자였던 티모테 가바슈빌리가 1757~1758년에 그린 작품이며 1960년에 조지아의 학술팀에 의해 재발견 되었다. 예루살렘에 있는 같은 동일한 문서에서는 쇼타가 수도원의 후원자이며 "고위급 재보 담당자"였다고 기술되어 있다. 따라서 진보 시대에 루스타벨리가 "타마르 여왕"의 수상이며 고령에 은퇴해서 수도원으로 들어갔다는 이야기는 인기 있는 전설의 반복일 뿐이다. 민속적인 전통에서와 17세기의 왕족 시인 아르칠은 모두 루스타벨리가 조지아 남부의 그의 고향인 루스타비 마을(오늘날의 트빌리시 근교의 루스타비의 도시가 아님)이 위치해 있는 메스케티 지역의 토착인 이었다고 한다. 그는 1160~1065년 사이에 태어났다고 추정된다. 루스타비에 대한 전설적에서는 그가 겔라티와 이칼토, 그 후에 "그리스"(예를 들어, 비잔티움 제국)의 아카데미에서 교육 받았다고 전해진다. 그는 주요 작품을 저술한 때는 1180년대 이전이 아님은 확실하며 13세기의 첫 번째 10년 이후도 아닌 것이 확실하며, 그의 작품들은 아마도 1205~1207년경에 작성됐을 것이다.

## 작품
"표범 가죽을 두른 기사"는 많은 언어들로 번역되었다. 그 작품의 1712년에 조지아의 수도 트빌리시에서 초판 인쇄 되었고. "표범 가죽을 두른 기사"의 원고는 조지아에서 제작된 세속 작품들 가운데서 중요한 위치에 자리한다.

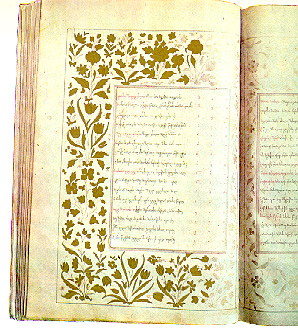
원고

그 작품의 두 권의 폴리오들은 16세기로 연대를 거슬러 올라가며, 트빌리시에 있는 조지아 국가 기록물 센터에 보관되어 있고 14세기의 시 몇 구절 또한 그 곳에 보관되어 있다. 그 시의 다른 모든 복사본들의 연대는 17세기이다.
조지아의 예술과 문학 분야에서 국가에서 주는 가장 가치가 높은 상은 쇼타 루스타벨리 국가 상이다. 트빌리시의 주요 도로는 루스타벨리 대로이다. 트빌리시에서, 누구나 루스타벨리 문화 회관, 조지아 과학 아카데미의 조지아 쇼타 루스타벨리 문학회, 지하철 쇼타 루스타벨리 역, 그 외의 다른 명소에서도 그의 이름을 찾아 볼 수있다.

## 이스라엘에서의 루스타벨리 프레스코화의 반달리즘

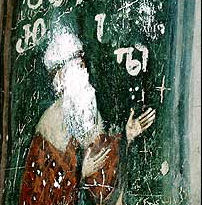
2004년에 반달화가 된 이후의 루스타벨리의 프레스코화

11세기에 조지아에 의해서 건설된 십자가의 수도원에 있는 조지아의 전설적인 시인 쇼타 루스타벨리를 표현한 프레스코화는 2004년 7월에 반달인 화법으로 바뀌었다. 작자 미상의 반달화는 쇼타 루스타벨리의 그림의 얼굴 부분이 긁혀 있으며 수반되는 남-서쪽 각주에 적혀있는 그의 이름이 새겨진 조지아의 비문도 마찬가지이다. 조지아는 예루살렘에 있는 매우 귀중한 프레스코화의 표면이 더럽혀 졌다는 사실에 대하여 이스라엘에게 공식적으로 불만을 표했다.

## 우표
2001년 11월 3일, 이스라엘과 조지아는 합동해서 쇼타 루스타벨리 우표를 발행했다. 이트자크 그라노트가 디자인한 이스라엘의 우표(3.40 NIS)는 그 배경에 히브리어로 그 작가의 이름을 그려 넣었다.

## 미할리 지치
미할리 지치는 19세기 헝가리의 화가로, 루스타벨리의 시들을 주제로 한 고전주의 작품을 많이 그려냄으로 조지아의 "국가 화백"의 위치에 올랐다. 트빌리시에 있는 조각품과 도로는 지치의 작품을 기념한다.

## 문학 작품
- Tite Margwelaschwili. "Der Mann in Pantherfell".- "Georgica", London, 1936 (in German)
- Zviad Gamsakhurdia. "Tropology of "The Knight in the Panther's skin"" (a monograph), Tbilisi, 1991, 352 pp (in Georgian, English summary)